# Рикошет

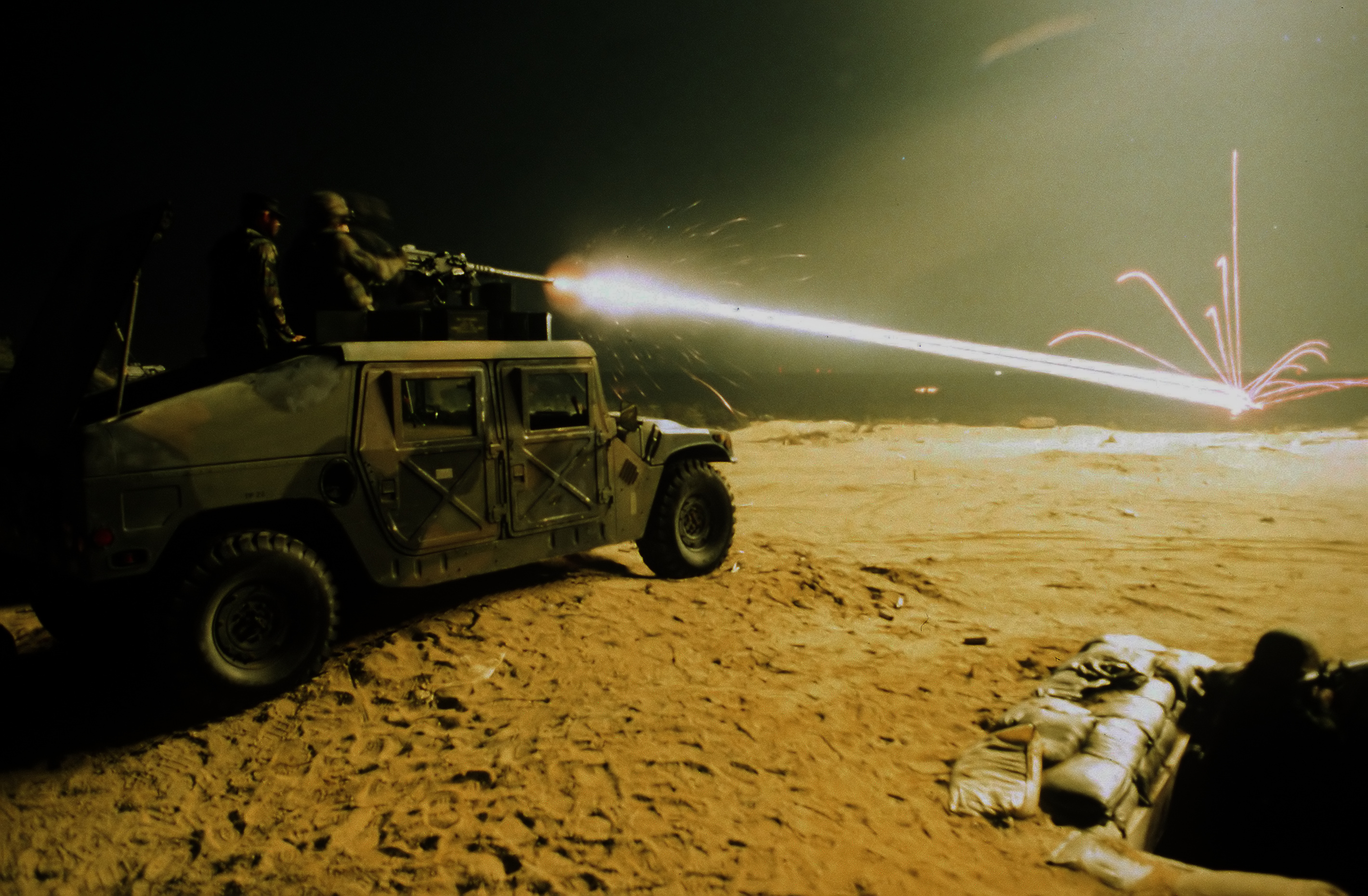
Трасируючі елементи відокремлюються від снарядів кулемета M2 Browning .50 BMG після попадання в ціль або упор.

Удар рикошетом більярдної кулі від стінки

Рикоше́т (фр. ricochet) — відбиття руху якого-небудь тіла (найчастіше кулі або артилерійського снаряда), що вдарилося об перешкоду під невеликим кутом. Перешкодою може бути навіть поверхня води.
Вид дитячої гри: кидання плоских каменів по поверхні води.
Найпоширеніший шашковий удар, механізм якого нагадує більярдний.
Застосування рикошету:
- Військова справа
- Більярд

## Інтернет-ресурси
- "Ricochet Off Glass" at National Crime Investigation and Training web site
- .50 Cal Ricochet onto Shooter's Ear Muffs – YouTube